# Expansión del islam en Indonesia

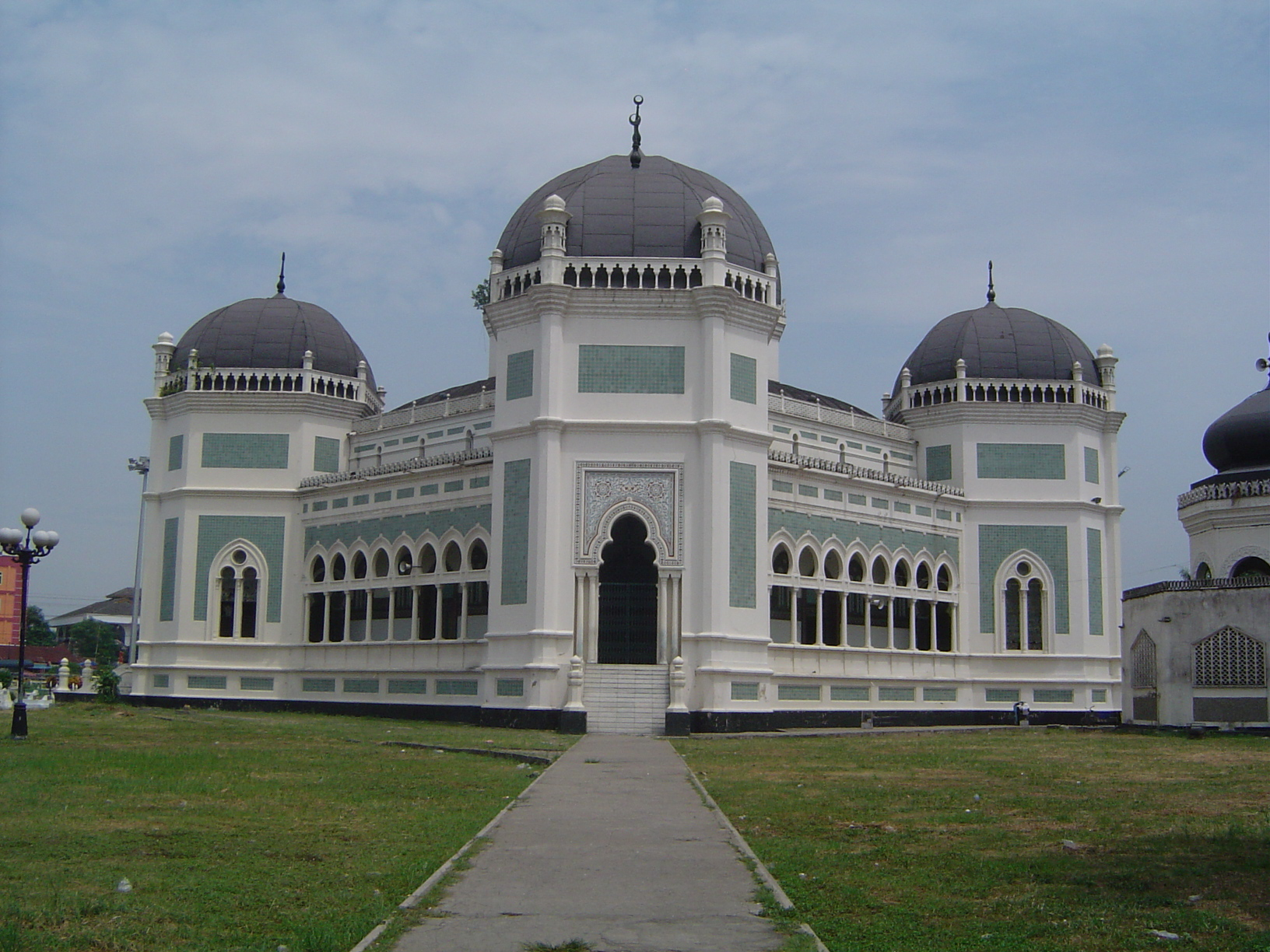
La expansión del Islam en Indonesia constituyó un hecho de gran importancia en la Historia del país: hoy en día, el 88% de la población indonesia es musulmana. En la imagen, una mezquita en la ciudad de Medan.

La expansión del Islam en Indonesia comenzó a fines del siglo XIII, introducido  en el archipiélago por los piratas y los comerciantes provenientes del subcontinente indio, específicamente del Sind y del Gujarat. Hacia fines del siglo XVI, el islam se convirtió en la religión mayoritaria de las islas de Java y Sumatra, habiendo superado al hinduismo y al budismo, aunque no penetró en la isla de Bali que conservó su tradición hinduista, y en las islas más orientales del archipiélago, que mantuvieron sus creencias animistas, o se transformaron al cristianismo con la colonización europea.
La llegada del Islam se vio facilitada en el archipiélago indonesio debido a la crisis de sucesión en la que entró el imperio de Majapahit después de la muerte de su cuarto emperador, Hayam Wuruk, en el año 1389. Al no poder establecerse una vigilancia marítima adecuada, empezaron a aparecer piratas y aventureros en los mares. Otro factor que ayudó al culto islámico a integrarse fue el surgimiento de príncipes y comerciantes de origen persa e indio. Por esto, la llegada de la nueva religión se llevó a cabo en estrecho contacto con el desarrollo del comercio: los comerciantes persas, indios y árabes fueron los precursores del Islam en el archipiélago.
La adaptación de la nueva religión fue pacífica y permitió la supervivencia de las creencias antiguas. El islam que llegó a las costas de Indonesia estuvo en cierta manera influido por el hinduismo, y pudo asimilar y aceptar los ritos de origen indio.

## Debate y evidencias

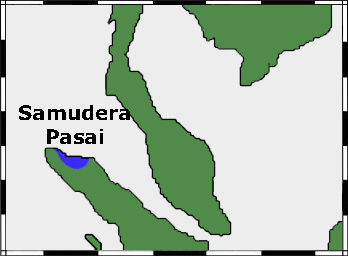
El Sultanato de Pasai fue uno de los primeros estados musulmanes de Indonesia.

A pesar de ser uno de los desarrollos más significantes de la historia indonesia, los indicios históricos son parciales y no suelen aportar información relevante, por lo que el conocimiento acerca de la llegada de la religión islámica a Indonesia es bastante limitado, Hay cierto debate entre los investigadores sobre qué conclusiones pueden extraerse de la conversión de los indonesios.
Las principales pruebas de al menos los primeros pasos de este proceso son las lápidas y los relatos de unos pocos viajeros, pero estas solo pueden mostrar que los musulmanes indígenas se encontraban en un determinado lugar en un momento concreto. Estos indicios no pueden explicar asuntos más complejos, como la influencia en la vida cotidiana o en la sociedad. No puede asumirse, por ejemplo, que por saber que un líder fue musulmán, el proceso de islamización se hubiese completado; de hecho aún hoy en día continúa este proceso en Indonesia. Aunque se sabe que la expansión islámica comenzó en el oeste del archipiélago, las fragmentadas pruebas no sugieren una tendencia arrolladora de conversiones en las áreas adyacentes; más bien parece ser que se produjo de forma compleja y lenta.

## Expansión temprana
Antes de que el islam se asentara de forma definitiva en Indonesia, existió un contacto con el mundo musulmán. Muchos comerciantes musulmanes se asentaron o pasaron por el archipiélago en su camino hacia los puertos de China. De todas formas, la conversión al islam a nivel masivo no comenzaría hasta fines del siglo XIII.

## Expansión por regiones
La expansión del Islam por la zona fue un proceso pacífico y que no se manifestó en todo el archipiélago al mismo tiempo. 

### Malaca
En 1402, el sultán Parameswara (convertido al islam bajo el nombre de Iskandar Shah) fundó el Sultanato de Malaca, conocido por ser uno de los centros de comercio más importantes del Sudeste Asiático y un punto de inicio para la expansión islámica en Indonesia. 

### Sumatra
La primera evidencia confiable de la propagación del Islam en Sumatra vino del explorador veneciano Marco Polo. En un viaje en el que volvía a Europa desde China, en 1292, desembarcó en el norte de la isla y descubrió un poblado musulmán llamado Pemark, rodeado de otras aldeas no musulmanas. Otra evidencia temprana de la aparición del Islam en Sumatra es la tumba del primer gobernante de un Estado llamado Samundra, del año 1297, que revela su condición de musulmán.
La fundación de sultanatos musulmanes en la isla de Sumatra data de a fines del siglo XV a principios del siglo XVI. De entre todos estos estados el Sultanato de Aceh, fundado en el siglo XVI, se convirtió en uno de los más poderosos e importantes de la región.  

### Java
Tras ser derrotado en varias batallas, el último reino hindú en Java, el Imperio mayapajit, cayó bajo el creciente poder del Sultanato de Demak en 1520. La religión islámica en Java empezó en ese momento a expandirse formalmente, muy influenciada por el Wali Sanga (o los Nueve Santos).

## Consecuencias
La expansión del Islam en Indonesia tuvo consecuencias en el plano social, económico y político.
Desde el punto de vista social, la fe islámica dio un nuevo aspecto a la civilización indonesia sin desligarla totalmente de su pasado. Al ser el islam una religión monoteísta fue desechado el sistema de castas y predominó la concepción de que todos los hombres son iguales ante Alá. Este suceso da fin, al mismo tiempo, al arte que había caracterizado a la Indonesia preislámica.
En el plano político, la desaparición del Imperio de Majapahit dio lugar a la creación de nuevos estados que cobraron gran importancia durante los siglos siguientes: el sultanato de Aceh, en Sumatra, el de Demak, en Java, y el de Ternate, en las Molucas.
En el plano económico, ocurrió un florecimiento del comercio, ya que los mercaderes indios, árabes y persas establecieron rutas económicas con Indonesia, y dieron a conocer las especias indonesias en Europa. El interés de los europeos de obtener estas especias fue una de las causas que dio comienzo a la colonización del archipiélago por las potencias occidentales, principalmente por parte de los Países Bajos, el Reino Unido y Portugal.